# 改野由佳
改野 由佳（かいの ゆか、1983年2月25日 - ）は、日本のフリーアナウンサー。

## 来歴
兵庫県揖保郡出身。鳥取大学教育地域科学部卒業。
大学卒業後、2005年4月に日本海テレビジョン放送に入社。同局でいくつかのローカル番組を担当した後、2006年10月にテレビ愛知へ移籍した。
テレビ愛知への移籍後には、報道番組のキャスターからバラエティ番組のナレーターまで幅広く活動していた。2012年4月24日には、名古屋の女性アナウンサーとしては初となるプロ野球中継の副音声実況に挑戦した。
2013年1月31日をもってテレビ愛知を退社。退社後には自身の表現力を磨くために渡米し、ニューヨークのダンススタジオでバレエに打ち込んでいた。
帰国後、2014年6月26日にオフィスキイワードに所属し、フリーアナウンサーとしての活動を開始。同年11月からは日経CNBCのキャスターを務めている。また、帰国後にはジャイロキネシスのトレーナーとしても活動している。

## 人物
身長160cm。血液型A型。
学生時代は100メートルハードルの選手で、小学校から大学まで一貫して陸上部に所属していた（ただし、中学時代には掛け持ちで茶道部にも所属）。100メートルハードルでは兵庫選手権1位、近畿2位を獲得しており、全国大会への出場経験もある。
中学・高校の教員免許を取得している。教科は体育と英語。

## 担当番組

### 日本海テレビ
- ニュース日本海プラス1 - 高井和代の代理出演
- ごじきん!
- スパイス!! - 「エイガカイノ!」担当

### テレビ愛知
- バンセンタイム
- 情報満載 - 後期アシスタント
- 板東英二の虹スタ! - リポーター
- ニュース&ワイド マイユウ! - リポーター
- 全日本大学女子選抜駅伝 - 第4中継所実況（第4回大会）・第2中継所実況（第5回大会）
- 速ホゥ! - リポーター → キャスター
- ハヤルンダモン宮殿 - ナレーター
- どらぐら - リポーター
- 侍スタジアム - ベンチリポーター
- シネマ'Sコープ - ナレーター
- 健康ワンダフル - リポーター
- NEWS FINE アイ - キャスター・気象情報コーナー担当
- 3時のつボッ! - リポーター
- NEWS FINE テレビ愛知ローカルパート - キャスター
- ハヤルンダモン探偵団 - ナレーター
- プレイバックde防犯 - 司会
- TXNニュース - キャスター
- 小島武夫の千里眼麻雀 - ナレーター
- テレビ愛知 ドラゴンズ戦中継 もっと!LIVE2011 - ベンチリポーター
- 世界コスプレサミット関連特番 - 司会・スタジオ担当
- パブピペポ / パブピペポNIGHT - ナレーター
- アゲぽよボウル48 - ナレーター
- NEWSアンサー テレビ愛知ローカルパート - キャスター
- テレビ愛知 火ドラナイト - ベンチリポーター・実況担当
- 女子ドラ!
- 全力!野球キッズ - リポーター・ナレーター

### フリー転向後
- こんちわコンちゃんお昼ですょ! （MBSラジオ） - 金曜アシスタント山本量子の代理出演
- 昼エクスプレス（日経CNBC）
- ラップトゥデイ（日経CNBC）
- デリバティブ マーケット（日経CNBC）
- ビジネス ヘッドライン（日経CNBC）
- 昼カブ投資相談室（日経CNBC）
- FXマーケットスクウェア（日経CNBC）
- 崔真淑のお金に好かれる働き女子学（日経CNBC）
- 朝エクスプレス（日経CNBC）
- Mナビ（テレビ東京）

## 特別出演
- トミカヒーロー レスキューフォース 爆裂MOVIE マッハトレインをレスキューせよ! - アナウンサー役
- トミカヒーロー レスキューファイアー - 第41話 ケンタロウの妻役